# Barcelona FC (RO)
Der Barcelona Futebol Clube ist ein Fußballverein aus Porto Velho, im brasilianischen Bundesstaat Rondônia. Der Klub wurde 2016 gegründet. Er ist auch unter den Namen Catalão Vilhenense oder Índio do Norte bekannt.

## Geschichte
Der Barcelona Futebol Clube begann seine Aktivitäten als Amateurmannschaft im Bezirk Vitória da União, der zur Gemeinde Corumbiara gehört, im Jahr 1995. Im Jahr 2012 zog der Präsident und Gründer des Vereins nach Vilhena, wo er mit dem Klub an Amateurmeisterschaften in der Stadt und der Region teilnahm. Barcelona wurde am 7. Oktober 2016 professionalisiert und war der vierte Fußballklub der Gemeinde. Die anderen waren der Ajax FC, Vilhena EC und Atlético Rondoniense. Ajax spielt seit 2001 nicht mehr professionell und Atlético hat noch nie professionelle Turniere gespielt.
Im Jahr 2017 nahm Barcelona zum ersten Mal an der Staatsmeisterschaft von Rondônia teil. Gleich in seiner ersten Teilnahme erreichte der Klub das Finale. Die Spiele gegen den Real Ariquemes EC endeten 0:0 und 0:1 und Barcelona wurde Vizemeister. Aufgrund dieses Ergebnisses durfte Barcelona 2018 an der Série D teilnehmen. In dieser schied der Klub nach der Gruppenphase aus und wurde im Gesamtklassement 35. Zuvor hatte der Klub in der Staatsmeisterschaft 2018 wieder das Finale gegen Real Ariquemes erreicht. Dieses Mal endeten die Treffen 1:1 und 0:1.
2019 fand sich der Klub in einer Krise wieder. In der Staatsmeisterschaft konnte kein Spiel gewonnen werden. Nach einem Unentschieden und sieben Niederlagen fand sich Barcelona auf dem letzten Platz der Gruppe B wieder. Der Klub musste daraufhin in die zweite Liga der Staatsmeisterschaft. Die Mannschaft wurde daraufhin aufgelöst und eine neue für die Teilnahme an der Série D 2019 eingestellt. In der Série D 2019 kam man dann wieder über die Gruppenphase nicht hinaus und erreichte insgesamt den 40. Platz. Für die Saison 2020 erhielt der Klub doch einen Startplatz. Der Klub war mit dem Atlético Pimentense eine Partnerschaft eingegangen und durch diese an der Staatsmeisterschaft teilnehmen. Allerdings mit der Einschränkung, dass er seine Heimspiele nicht im eigenen Stadion austragen konnte. Barcelona musste 217 Kilometer bis Espigão d'Oeste fahren, um für seine Heimspiele im Estádio Municipal Luizinho Turatti anzutreten.
Auch 2021 trat der Klub in der obersten Spielklasse der Staatsmeisterschaft an. Obwohl Barcelona keinen Abstiegsplatz belegte, scheint der Klub in der Saison 2022 in keinem Wettbewerb angetreten zu sein. Für die Austragung der Segunda Divisão 2023 war der Klub dann wieder gemeldet. Im Rahmen eines Projektes aus Bolivien, welches junge Spieler des Landes fördern, will kamen ein Trainer und vier Spieler aus dem Land zu Barcelona. Die Liga bestand nur aus vier Klubs und Barcelona wurde Zweiter.
Im Jahr 2024 kündigte der Präsident des Vereins an, seinen Hauptsitz nach Porto Velho, der Hauptstadt von Rondônia, zu verlegen. Nachdem sich zwei Klubs für die Austragung ersten Liga der Staatsmeisterschaft 2024 zurückzogen, wurde ein Startplatz für Barcelona frei. In dem Turnier erreichte man zum dritten Mal die Vizemeisterschaft. Der Erfolg berechtigte den Klub 2025 erstmals am Copa do Brasil teilzunehmen.

## Herrenmannschaft

### Teilnahme an Fußballwettbewerben
| Wettbewerb                          | Teilnahmen       |
| ----------------------------------- | ---------------- |
| Staatsmeisterschaft Segunda Divisão | 2023             |
| Staatsmeisterschaft                 | 2017–2021, 2024– |
| Copa do Brasil                      | 2025             |
| Série D                             | 2018–2019        |

### Erfolge
- Staatsmeisterschaft von Rondônia Vizemeister: 2017, 2018, 2024

## Frauenmannschaft
Barcelona stellte auch ein Damenteam zusammen. In der Staatsmeisterschaft erreichte diese 2017 und 2021 die Vizemeisterschaft. Das Ergebnis 2021 qualifizierte den Klub i Folgejahr zur Teilnahme an der Série A3. In der ersten Runde bezwang man den Rio Branco FC mit 4:0 und 6:1. Im anschließenden Achtelfinale musste man sich Esportiva 3B mit 0:1 und 1:3 geschlagen geben.

### Erfolge
- Staatsmeisterschaft von Rondônia Vizemeister: 2017, 2021